# George Theiler
George Theiler (1909-2001) a fost un matematician român, specialist în teoria probabilităților și statistică matematică. A fost unul dintre  primii experți actuari din România.

## Biografie
Născut la Bârlad la 3 august 1909, urmează cursurile Facultății de Științe a Universității din București, obținând licența în matematici în 1931. Doctor în științe matematice al Universității din București din 1960, cu teza Contribuții la teoria statisticii neparametrice. Probleme de tip Kolmogorov-Smirnov; Manya Kvit; Renyi. A lucrat ca actuar și expert actuar la „Societatea generală de asigurări”, între anii 1931 și 1949. A fost membru al Consiliului de administrație al Casei centrale de asigurări și membru în Consiliul general al asigurărilor sociale de stat. Între 1952 și 1961 a fost lector la catedra de matematici a Institutului de petrol și gaze din București.Din 1962 și până la pensionare a fost conferențiar la Institutul Pedagogic de 3 ani din București. Din septembrie 1963 a fost șeful  sectorului de statistică matematică al Institutului de matematică al Academiei. La înființarea, în 1964, a Centrului de statistică al Academiei este numit șeful secției de teoria probabilitaților.

## Lucrări publicate
George Theiler a publicat numeroase articole, unele în colaborare cu academicianul Gheorghe Mihoc în Revista de statistică, Studii și cercetari matematice, Comunicarile Academiei RPR, Analele Universității București. În lucrârile sale, G Theiler se ocupă de diferite teme de teoria probabilităților și statistică matematică, avînd în special contribuții la teoria statisticii neparametrice. De asemenea, s-a ocupat de funcții egale aproape peste tot, de rezolvarea sistemelor de ecuații diferențiale, liniare și omogene, în cazul când ecuația caracteristică are rădăcini multiple.